# Álvaro VIII del Congo
Álvaro VIII, llamado también Mvemba a Mpanzu, de la Casa Kinlaza (Kinlaza kanda), fue el rey del Reino del Congo en M'Banza Kongo, de 1666 a 1669.

## Biografía
Álvaro VIII fue elevado al trono por Paulo da Silva, Conde de Soyo, que mató a su predecesor, el rey Álvaro VII.
En 1667, envió a su embajador, Anastasio, a Luanda (Angola), para negociar un tratado que cedió a los portugueses el derecho a explotar las minas del Congo, situada en las provincias de Mbamba y Mpemba. Teodosio, duque de Mbamba, saludó la decisión del rey, pero se negó Pedro, duque de Mbemba.
Al frente de un pequeño ejército, el duque de Mbemba mató a Teodosio y luego invadió la capital del reino, São Salvador, mató a Álvaro VIII y se proclamó rey con el nombre de Pedro III.